# Cabo da Praia
Cabo da Praia ist eine portugiesische Gemeinde (Freguesia) im Kreis (Município) Praia da Vitória auf der Azoren-Insel Terceira. In ihr leben 670 Einwohner (Stand 19. April 2021).